# Мехробод (Таджикистан)
Мехробод (на таджикски: Меҳробод) е град в Таджикистан, административен център на Расуловски район, Согдийска област. Населението на града през 2016 година е 15 400 души (по приблизителна оценка).

## Население
| Година | Население |
| ------ | --------- |
| 1989   | 15 104    |
| 2000   | 13 000    |
| 2007   | 13 900    |
| 2010   | 13 362    |
| 2016   | 15 400    |